# Rooie Dop Chica Americana IPA
Rooie Dop Chica Americana IPA is een Nederlands bier van hoge gisting.
Het bier wordt gebrouwen voor Brouwerij Rooie Dop in Brouwerij De Molen te Bodegraven. 
Het is goudblond, type American IPA met een alcoholpercentage van 7,1%.
Zoals alle bieren van de brouwerij hebben de flesjes een rode kroonkurk, vandaar de naam Rooie Dop. "Chica Americana" verwijst naar de Amerikaanse hopsoorten Chinook en Cascade, die smaakbepalende ingrediënten zijn. Zoals alle IPA's is dit bier vrij bitter. Het wordt gebrouwen sinds 2012. Het is intussen in vele landen verkrijgbaar.